# Orde van het Zegel van Salomo
De Orde van het Zegel van Salomo (Engels: "Order of Solomon's Seal"), was een Ethiopische ridderorde. De orde werd in 1874 ingesteld door Keizer Yohannes IV. Meestal werd de onderscheiding voor koninklijke hoogheden en staatshoofden toegekend. Daarom kwam het waarschijnlijk nooit tot het uitreiken van andere versierselen dan die van het Grootkruis, een graad waarop zij in het protocol recht hebben.

## De graden
- Grootkruis
- Grootofficier
- Commandeur
- Officier
- Ridder

Orde van het Zegel van Salomo

Het grootkruis is een gouden davidsster waarop een groen geëmailleerd kruis is gelegd. Als verhoging dient een gouden keizerskroon naar Ethiopisch model.
De achtpuntige ster is van goud. Daarop is een schild met een gouden kruis gelegd. Het lint was groen.
Prins Bernhard der Nederlanden was Grootkruis in de Orde van het Zegel van Salomo en Grootkruis in de Orde van de Koningin van Sheba, zie de Lijst van onderscheidingen van prins Bernhard der Nederlanden.